# 本郷かまと
本郷 かまと（ほんごう かまと、1887年9月16日?（または1888年-1893年頃4月8日の可能性あり） - 2003年10月31日）は、かつて世界最高齢の人物としてギネス世界記録に認定されていた鹿児島県徳之島在住の日本人女性。戸籍上は1887年9月16日生まれで死去時には116歳であったが、年齢に異論が唱えられ2012年に世界記録の認定を取り消された。通称「かまとバア」。

## 来歴
鹿児島県大島郡徳之島面縄方（現在の伊仙町、徳之島の南部）出身。戸籍上は9月16日生まれだが、ひ孫によると実際の誕生日は4月8日であるという。
1908年（明治41年）、本郷福佑と結婚。7児の母となる。その後曾孫、さらには玄孫（やしゃご）にも恵まれた。110歳の頃、転倒により腰椎を骨折し寝たきりになってから2日寝て2日起きるという生活になったが、それまでは健脚で同居していた娘よりも足取りはしっかりしており、極めて矍鑠としていたという。足腰や耳などは衰えていたが内臓は丈夫であり、睡眠中でも食事を摂ることが出来るほど嚥下力もあった。趣味は踊りで機嫌の良いときに度々披露し、足腰を悪くしてからは手踊りというかたちで踊り続けた。
1999年4月29日に茨城県在住の石崎伝蔵が死去したことにより日本最長寿とされた。晩年はその長寿ぶりや愛らしいキャラクターからニュースやテレビ番組にしばしば取り上げられ、親しまれていた。長寿にあやかろうと全国各地から大勢の人が鹿児島市内の彼女の元に訪れたという。2002年には故郷伊仙町の名誉町民に選ばれた。かつて日本人最長寿とされた泉重千代も同じ伊仙町生まれである。また当時中願寺雄吉が世界最高齢の男性であり、男女ともに日本人が長寿世界一に認定されたことが話題となった。
2003年10月31日午後5時過ぎ、肺炎のため鹿児島市内で死去した。満116歳と45日であったとされた。眠りの周期に入ったまま2度と起きることはなかった。本郷の死去に伴い、国内最高齢は広島県広島市在住の川手ミトヨ（当時114歳）と認定された。
地元の著名人だった本郷が、一躍日本中に知れ渡るきっかけとなったテレビ番組ザ!世界仰天ニュース（日テレ系）は、番組開始時から本郷かまとのコーナーがあり、しばしば取り上げられた。なお、初登場は2002年3月11日に「日本最高齢の方」として予告編に登場。その回の翌週（2002年3月18日）に詳細な内容を放送する予定であったが、3月18日の放送日に、当時最高齢であったモード・ファリス＝ルーズが死去（日本時間で3月18日）したため、放送日に日本最高齢から世界最高齢となったと報じられた。
しかし本郷の年齢には異論が存在し、ギネスブックは2012年9月13日に世界記録の認定を取り消した。アメリカの老人学研究団体ジェロントロジー・リサーチ・グループでは、本郷の実年齢は戸籍よりも3年ないしは6年若かったとする人口統計学者ミシェル・プーランの説に言及している。
プーランによると、本郷の実家である木村家の戸籍では、かまとよりも後に生まれたはずの弟（1890年生）の方が先に記載されている。またかまとの姉は1887年2月9日生まれとあることから、戸籍を信じると母親は同じ年に2度出産したことになってしまう。そして本郷かまとの長女が1909年生まれ、四男が1933年生まれであることから、戸籍通りに逆算すると22歳で長女を、45歳で四男を出産したことになってしまう。実際には1893年生まれであったと仮定すると、長女出産時に16歳、四男出産時には39歳、死亡時には110歳となり自然な年齢になるとプーランは主張している。